# Корытовский, Витольд фон
Витольд фон Корытовский (нем. Witold von Korytowski, пол. Witold Korytowski z Korytowa; 8 августа 1850 — 10 июля 1923) — австро-венгерский государственный деятель; министр финансов Цислейтании в 1906—1908, последний штатгальтер Королевства Галиции и Лодомерии (1913—1915). Крупный землевладелец, известный финансист.

## Жизнь и карьера
Родился в прусской Польше. Служил в прусской армии, затем учился в Берлинском, Цюрихском и Венском университетах. С 1874 — доктор юриспруденции.
В 1874 перешёл в австро-венгерское подданство. В 1875 поступил на государственную службу в качестве стажёра в финансовую прокуратуру Нижней Австрии. С 1880 работал в министерстве финансов. С 1890 — член коллегии министерства, вице-президент территориальной финансовой дирекции в Галиции, с 1901 — член Тайного совета.
В 1906—1908 занимал пост министра финансов в правительстве Макса Владимира фон Бека. В 1907—1911 — член Палаты депутатов Рейхсрата, затем (до 1914) член Палаты господ. С 14 мая 1913 до 19 июля 1915 — штатгальтер Галиции.
После распада Австро-Венгрии отошёл от политической деятельности, переехал в получившую независимость Польшу. Поселился в Познани, занимался бизнесом по производству спирта.

## Государственная деятельность
Корытовский являлся одним из ближайших сотрудников Эдуарда Тааффе и Юлиана фон Дунаевского, принимал активное участие в реформировании налогообложения алкоголя и сахара. Реорганизовал финансовое управление Галиции. Работая в министерстве финансов создал систему обучения и повышения квалификации для сотрудников, добился существенного повышения качества работы таможенных органов. Работая в парламенте, проявил себя как хороший оратор. Принимал участие в заключении соглашения с Венгрией о распределении таможенных платежей. Являлся сторонником сбалансированного бюджета, противодействовал увеличению госрасходов, стремился к созданию прозрачной системы их финансирования. Выступал за сокращение государственного долга. В 1906—1907 реформировал систему начисления жалования госслужащим. В 1914 провёл реформу избирательного законодательства Галиции.
Корытовский был неоднократно отмечен государственными наградами, в числе прочего награждён в 1908 бриллиантами к Большому кресту Ордена Леопольда, стал канцлером Ордена Железной короны.
Почётный доктор философии Ягеллонского университета (1908).